# أليك وا
أليك وا (بالإنجليزية: Alec Waugh)‏ (8 يوليو 1898، هامبستاد في المملكة المتحدة - 3 سبتمبر 1981، تامبا في الولايات المتحدة)؛ كاتب وروائي بريطاني.

## روابط خارجية
- أليك وا على موقع الموسوعة البريطانية (الإنجليزية)
- أليك وا على موقع إن إن دي بي (الإنجليزية)